# Piazza del Popolo
A Piazza del Popolo Róma belvárosának egyik történelmi tere. Több más jeles műemlék mellett itt áll a Santa Maria del Popolo templom (basilica minor), Róma hét bazilikájának egyike.
Északi oldalát az ősi városfal határolja. A hatalmas barokk diadalkaput (Porta del Popolo) 1501-ben építették, majd Vignola (1507–1573) tervei szerint alakították át. A város felőli oldalt jóval később, Bernini tervei szerint képezték ki. Az évszázadokon át Rómába érkező zarándokokra emlékeztet, akik közül különösen az 1655-ben idelátogató és itt katolikussá keresztelkedő svéd Krisztina Alexandra svéd királynőt, a protestantizmus vezére, Gusztáv Adolf leányát szokták említeni.
A téren 3 sugárút fut össze.

## Története
A zarándokokat beterelő hármas sugárútrendszer alapkoncepcióját V. Miklós pápa villantotta fel. Mostani formáját többszöri átépítéssel nyerte el; fejlesztésének előző szakaszában trapéz alakú volt.
V. Sixtusz pápa a Santa Maria del Popolo templomot Róma fő bazilikáinak (basilica major) rangjára emelte, úgy tervezte, hogy a Strada Felice vonalát kivezeti a Piazza del Popolóra, erről az ötletéről azonban a tereprendezés nehézsége miatt lemondott.
A tér déli oldalán V. Sixtusz pápa idején is egyszerű polgári lakóházak álltak. Itt a 17. század második felében két szép kupolás templomot építettek:
- a Monte Pincio felől áll a Santa Maria di Montesanto,
- tőle nyugatra pedig a Santa Maria dei Miracoli-templom, amelyek együttese Tridente néven ismert. Mindkét templomot Carlo Rainaldi tervezte, de a domb közelében álló templomot Bernini fejezte be, a távolabbit Carlo Fontana.[2]

A Tridente tornyai jóval későbbiek. VI. Piusz pápa 1794-ben bízta meg Giuseppe Valadier-t az oldalsó térfalak magasításának tervezésével. Valadier idővel túlterjeszkedett korai elgondolásain, és az akkor már igen magas szintű francia városépítészeti elvek hatására megtervezte a jelenlegi, szép elliptikus alaprajzú teret, amely szervesen illeszti a városképbe a Monte Pincio látványát.

## Térszerkezete, hatása
A monumentális kapuzat már a Via Flaminián jövet szembeötlik. A Porta del Popolo közelébe érve a várost övező, részleteiben még ősi, zárt falrendszer mögül emelkedik ki a Santa Maria del Popolo kupolája és tornya, bal felől a Monte Pincio facsoportja és a dombra vezető újabb útvonal torkolata látszik. Az érkező a kapuívek alatt áthaladva hirtelen városi környezetbe, monumentális térbe csöppen, és szeme előtt kitárja magát a hatalmas város.
A tér látványának elhagyhatatlan része a Monte Pincio parkja. A dombok városának egyik legszebb dombja kelet felől zárja a teret. Különösen alkonyatkor csodálatos kilátás — akkor, amikor Róma háztetői bíbor és arany színekben ragyognak. Ezt a parkot is Valadier tervezte annak a villának a helyére, amelyet az i.e. 1. században a legendásan gazdag Lucullus ázsiai kormányzó építtetett magának.

## Műemlékei
A középen álló, 36,5 m magas, vörös gránitoszlop eredetileg II. Ramszesz fáraó emlékét hirdette. Az i.e. 13. században emelték a heliopoliszi Napisten temploma előtt; a római Circus Maximusba Augustus római császár hozatta. Jelenlegi helyére V. Sixtus pápa helyeztette át 1589-ben.